# Find Me (romance)

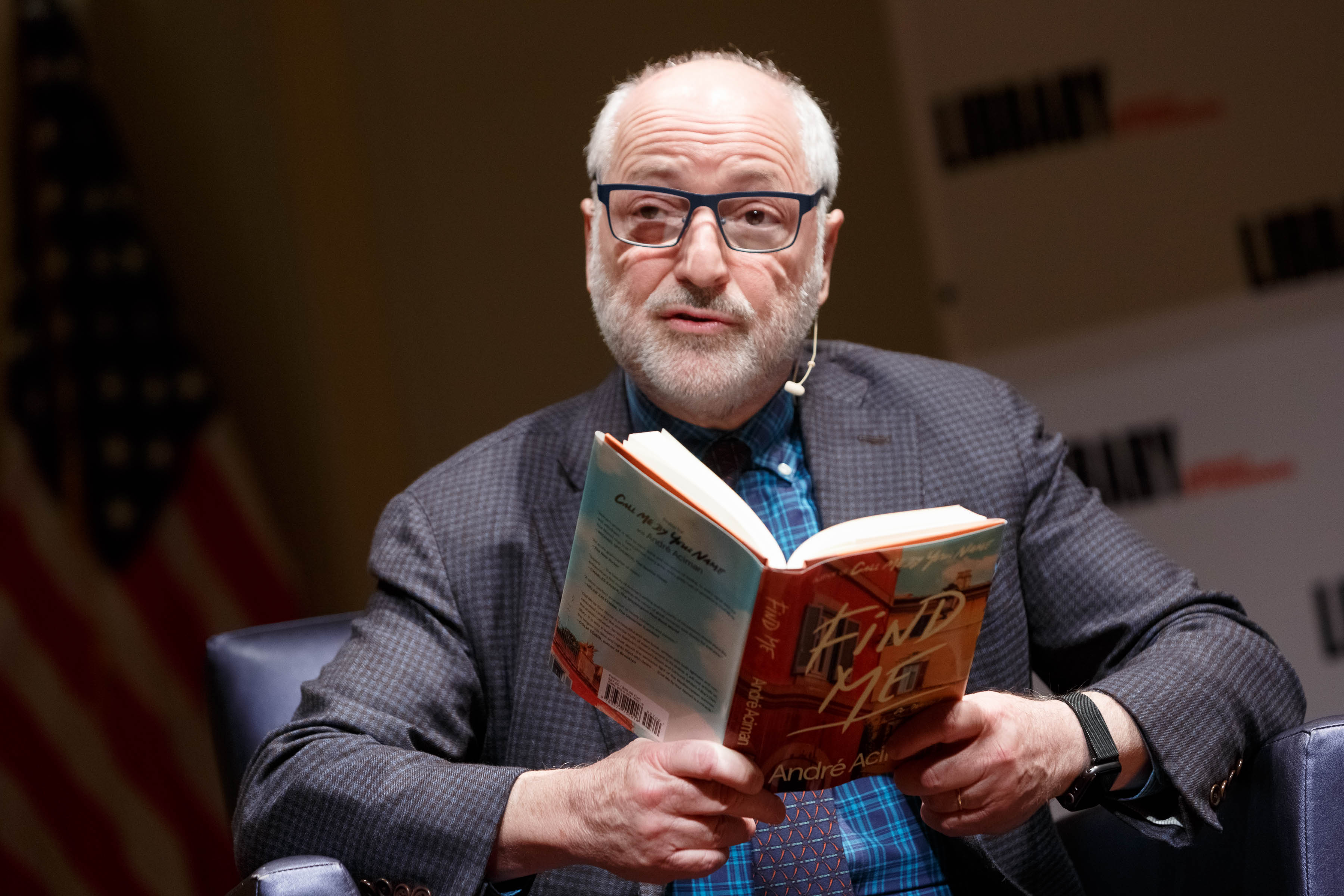
Aciman com sua obra, Find Me, em mãos

Find Me (no Brasil, Me Encontre) é um romance de 2019 do escritor André Aciman. É uma sequência de seu romance de 2007, Call Me by Your Name . Narrando o poder de paixões e desejos do ponto de vista de três personagens diferentes (Samuel, Elio e Oliver), vivendo novos e revivendo antigos romances.

## Resumo
O livro está dividido em quatro movimentos: Tempo, Cadenza, Capriccio, Da Capo.
Tempo:
Narrado por Samuel Perlman, pai de Elio Perlman , se passa dez anos depois do verão, contado em Call Me By Your Name. Agora divorciado, Sami viaja de Florença a Roma para visitar seu Elio e tem um encontro que "muda definitivamente sua vida", Miranda, uma jovem mulher que desperta sentimentos à qual Sami já não achava que podia senti-los.
Cadenza:
Narrado por Elio, agora um pianista talentoso . Cinco anos após os eventos em TEMPO, Elio está morando em Paris, onde ele "tem um caso consequencial" com Michel; no entanto, os dois percebem que Michel não é "o único".
Capriccio:
Narrado por Oliver, vinte anos depois do verão em Call Me By Your Name. Oliver, agora professor na Nova Inglaterra , examina sua vida e pensa em visitar a Europa. Enquanto desfruta da companhia de Erica e Paul, a qual nutre por ambos um intenso desejo.
Obs: Eventos revisitados, sobre a perspectiva de Oliver, de Enigma Variations (no Brasil, Variações Enigma), outro livro do autor.
Da Capo:
Narrada por Elio, esta seção de conclusões ocorre pouco depois dos eventos em CAPRICCIO.